# 息もできない (映画)
『息もできない』（原題：똥파리、英題：Breathless）は、2008年公開の韓国映画。原題の『トンパリ』とは「クソバエ」を意味する罵倒語である。

## ストーリー
キム・サンフンは幼少期のある出来事により、すべてのものを愚弄する破滅型の男として育った。彼は友人マンシクと始めた暴力的な取り立て屋として日々を送る。そんなサンフンがある日、女子高生のハン・ヨニと出会い、口論をきっかけにお互い不思議な感情を抱き育むようになっていく。ふたりは唾棄すべき父を持ち、幼くして母を失っている似た者同士だった。サンフンはヨニに酒を奢り、ヨニもサンフンの姉や甥のヒョンインと友情を結んだ。次第にヨニによって秘めていた優しさを引き出されていくサンフンだったが、ヨニの弟であるヨンジェが弟分になったことで、その運命は大きく歪まされていくのだった。

## キャスト
- ヤン・イクチュン：キム・サンフン
- キム・コッピ：ハン・ヨニ
- イ・ファン：ヨニの弟ヨンジェ
- チョン・マンシク：マンシク
- ユン・スンフン：ファンギュ
- キム・ヒス：サンフンの甥ヒョンイン
- パク・チョンスン：サンフンの父スンチョル
- チェ・ヨンミン：ヨニの父
- オ・ジヘ

## 製作
韓国の俳優ヤン・イクチュンの長編映画監督デビュー作である。製作費が途中で足りなくなり、ヤンの家族や友人から資金援助を受けたり、家を引き払った保証金を充てるなどして製作が続行された。

## 受賞歴

### 2009年
- 第38回ロッテルダム国際映画祭：タイガー・アワード（グランプリ）
- ドーヴィル・アジア映画祭：ゴールデン・ロータス賞（グランプリ）
- ドーヴィル・アジア映画祭：国際批評家賞
- 第11回バルセロナ・アジア映画祭：ゴールデン・ドリアン賞（グランプリ）
- ラス・パルマス国際映画祭：主演男優賞（ヤン・イクチュン）
- ラス・パルマス国際映画祭：主演女優賞（キム・コッピ）
- ウラジオストク国際映画祭：グランプリ
- ウラジオストク国際映画祭：最優秀女優賞（キム・コッピ）
- ファンタジア国際映画祭：作品賞
- ファンタジア国際映画祭：最優秀男優賞
- フリブール国際映画祭：エクスチェンジ賞
- ブエノスアイレス国際インディペンデント映画祭：カトリック映画賞
- ブエノスアイレス国際インディペンデント映画祭：観客賞
- シンガポール国際映画祭：最優秀男優演技賞（ヤン・イクチュン）
- ニューヨーク・アジア映画祭：新人監督賞（ヤン・イクチュン）
- 台北映画祭：スペシャル・メンション賞
- カルロヴィヴァリ国際映画祭：NETPAC賞（アジア映画賞）
- テキサス＝オースティン・ファンタスティック映画祭：観客特別賞
- テキサス＝オースティン・ファンタスティック映画祭：ニュー・ウェイヴ部門 最優秀監督賞（ヤン・イクチュン）
- アジア太平洋映画賞：男優特別賞（ヤン・イクチュン）
- 第46回大鐘賞：新人女優賞（キム・コッピ）
- 第30回青龍映画賞：新人男優賞（ヤン・イクチュン）
- 第30回青龍映画賞：新人女優賞（キム・コッピ）
- 韓国映画評論家協会賞：国際批評家連盟韓国本部賞
- 第10回東京フィルメックス：最優秀作品賞[3]
- 第10回東京フィルメックス：観客賞[3]

### 2010年
- 2010年キネマ旬報ベスト・テン：外国映画ベスト・テン第1位[4]
- 2010年キネマ旬報ベスト・テン：外国映画監督賞（ヤン・イクチュン）[4]